# 阿博特 (加利福尼亞州)
阿博特（英語：Abbott）是位於美國加利福尼亞州薩特縣的一個非建制地區。該地的面積和人口皆未知。

## 地理
阿博特的座標為39°01′14″N 121°37′32″W / 39.02056°N 121.62556°W，而該地的平均海拔高度為4米（即13英尺）。